# تشابا فينيفيسي
تشابا فينيفيسي (بالمجرية: Fenyvesi Csaba)‏‏ (14 أبريل 1943 - 3 نوفمبر 2015) هو لاعب أولمبي لرياضة مبارزة سيف الشيش من المجر. شارك في الأولمبياد الصيفي في 1968–1972، وفاز بما مجموعه 3 ميداليات.

## الميداليات
| ذهب | فضة | برونز | المجموع |
| 3   | 0   | 0     | 3       |